# Sasha Mesić
Sasha Mesić (Saša Alexander Peter Mesić, serbiska: Саша Александер Петар Месић), född 1941, död 27 oktober 2016, var en svensk komiker med serbisk bakgrund, född i dåvarande Jugoslavien.
Mesić är känd från sin medverkan som sig själv i miniserien "Tim Hibbins och Sasha" i Sen kväll med Luuk. Mesić gestaltade en frispråkig och vilsen invandrare som hamnar i de mest pinsamma situationer på grund av normförbistring. Tim Hibbins spelades av komikern Felix Herngren.
År 2001 medverkade Mesić som "Georg från Torslanda", där han skrapade en trisslott som avslutning på TV-serien Pangbulle. Mesić har även haft en roll som svarttaxichaufför i filmen Stockholm Boogie från 2005.  
Mesić har även medverkat i Småstadsliv och sågs 2010 i en TV-reklam med "Judit & Judit" för Com Hem. År 2014 medverkade han som taxichaufför i avsnitt 5 av Taxi i regi av Felix Herngren.